# Miruta Słońska
Miruta Słońska, właśc. Tomira Maria Słońska-Gawrońska (ur. 26 listopada 1901, zm. 2 lipca 1999 w Chicago) – polska architektka, urbanistka, członkini Oddziału Stowarzyszenia Architektów Polskich w Łodzi. Współautorka projektu poznańskiego osiedla Abisynia oraz jedna z osób odpowiedzialnych za projekt urbanistyczny osiedla im. Józefa Montwiłła-Mireckiego w Łodzi. 

## Życiorys
W 1927 ukończyła Wydział Architektury Politechniki Warszawskiej.
Razem z Janem Łukasikiem zgłosiła się do konkursu urbanistycznego na budowę osiedla im. Józefa Montwiłła-Mireckiego w Łodzi. Zajęli wówczas II miejsce, natomiast ostatecznie sporządzenie projektu wykonawczego polecono zdobywcom II i III miejsca (Jerzy Berliner, Witold Szereszewski). W skład zespołu autorskiego wchodzili Jerzy Berliner, Jan Łukasik, Miruta Słońska oraz Witold Szereszewski. Przygotowali oni kompozycję zakładającą budowę 33 domów z 1551 izbami. Projekt ten był prezentowany na wystawie Najmniejsze mieszkania, towarzyszącej Międzynarodowemu Kongresowi Architektury Nowoczesnej (CIAM).
Ostatecznie zbudowano 20 budynków z 921 mieszkaniami. Z powodu kryzysu zredukowano pierwotne założenia; zrezygnowano m.in. z kilku obiektów użyteczności publicznej. Budowę zakończono oficjalnie 15 stycznia 1933 roku. W okresie budowy osiedla mieszkała przy ul. Mostowej w Łodzi (obecnie ul. Zelwerowicza).
Przed 1939 była pracownicą Biura Regionalnego Planu Zabudowania Okręgu Łódzkiego, a także rzeczoznawczynią urbanistyczną Związku Miast Polskich.
W 1950 przeprowadziła się do Stanów Zjednoczonych. Jej mężem był architekt Kazimierz Gawroński.